# Chapelle Saint-Roch de Floirac
Pour les articles homonymes, voir Chapelle Saint-Roch.
La chapelle Saint-Roch est une chapelle catholique située dans le quartier du Barry, à Floirac, dans le département du Lot, en France. D'architecture gothique du XVe siècle, elle est inscrite aux monuments historiques.

## Historique
La chapelle Saint-Roch, dédiée au saint protecteur de la peste, a dû être construite à la suite d'une épidémie de peste, peut-être celle de 1501 à 1530.
La première mention de la chapelle doit dater de 1730 quand l'évêque de Cahors demande d'en dresser l'inventaire liturgique.
Elle a servi pour le culte paroissial pendant la reconstruction de l'église Saint-Georges, entre 1750 et 1757.
Elle est profanée et dépavée pendant la Révolution mais rendue au culte en 1813.
La couverture a été restaurée en 1997.
L'édifice est inscrit au titre des monuments historiques le 10 décembre 1925.

## Description
La chapelle est un petit édifice rectangulaire de deux travées carrées. La première travée sert de nef. Elle est voûtée sur croisée d'ogives à quatre branches. La seconde travée sert de chœur. Ses croisées d'ogives comprennent des liernes et des tiercerons.